# Andrew Smith
Andrew Smith (Hawick, Schotland, 3 december 1797 – Londen, 11 augustus 1872) was een Schotse militaire arts, onderzoeker, etnoloog en zoöloog.
Hij behaalde in 1819 zijn artsexamen aan de Universiteit van Edinburgh. In 1816 werd hij opgenomen bij de geneeskundige dienst van het Britse leger.

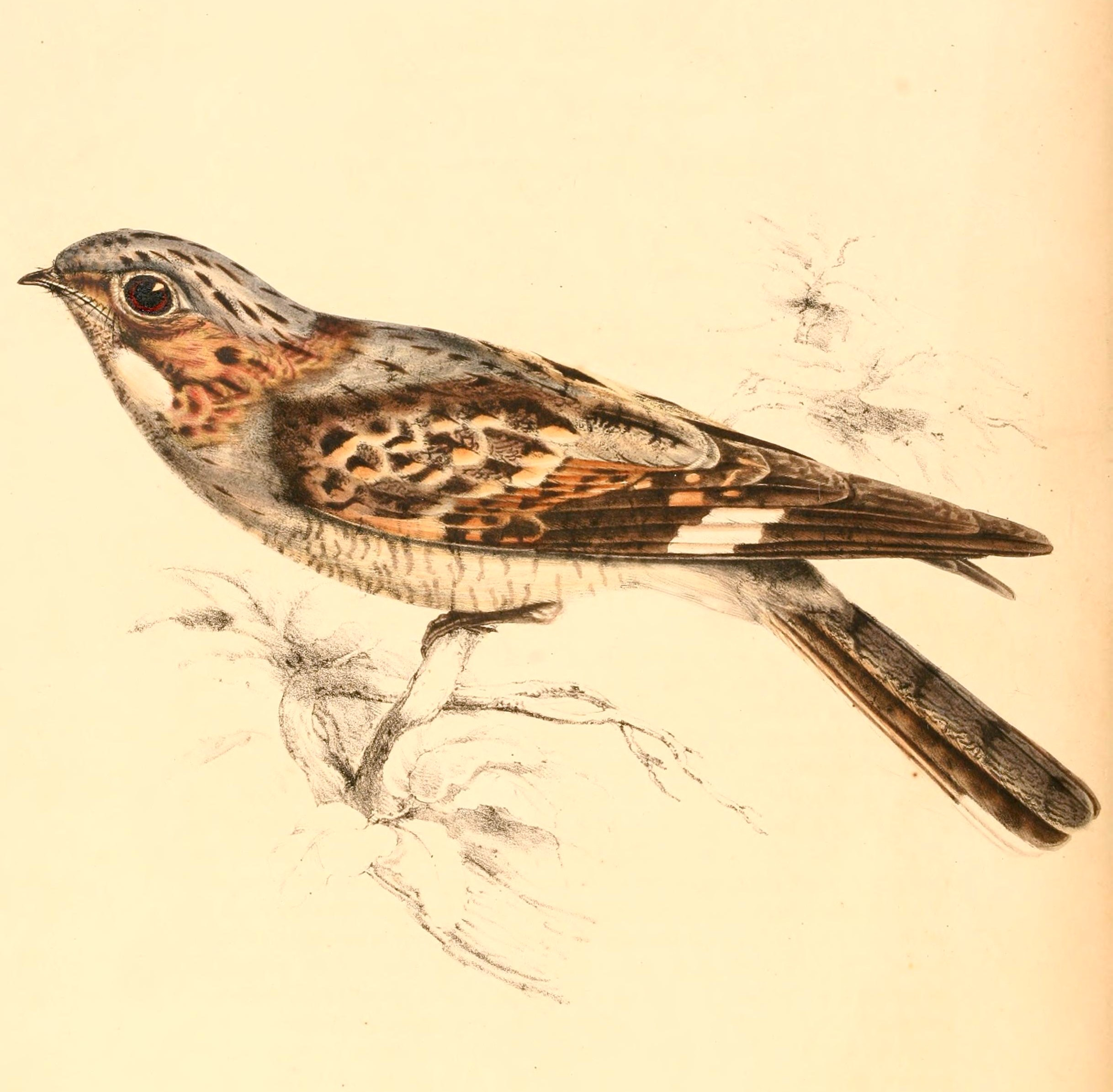
Roodwangnachtzwaluw. Illustratie gemaakt door Andrew Smith bij diens beschrijving van de vogel

## Zuid-Afrika
Tussen 1820 en 1837 verbleef hij als militair arts in Zuid-Afrika. In die periode beschreef hij een groot aantal dieren die nieuw waren voor de wetenschap. Daarom wordt hij wel de vader van de Zuid-Afrikaanse dierkunde genoemd. Op de IOC World Bird List staan 86 door hem beschreven vogelsoorten waaronder de Zuid-Afrikaanse kuiftrap (Lophotis ruficrista), kaalkopkiekendief (Polyboroides typus), vale toerako (Crinifer  concolor) en roodwangnachtzwaluw (Caprimulgus rufigena). Smith ontmoette Charles Darwin toen hij tijdens zijn reis met de Beagle Zuid-Afrika aandeed. Hij was ook een van de vele onderzoekers die tussen 1839 en 1871 met Darwin correspondeerde.

## Groot-Brittannië
Van 1837 tot 1872 verbleef hij in Groot-Brittannië waar hij in 1841 een belangrijke functie in het leger bekleedde (principal medical officer) in Fort Pitt te Chatham. Daar trouwde hij in 1844 met zijn huishoudster Ellen Henderson.
Hij was verantwoordelijk voor de medische dienst tijdens de Krimoorlog (1853-1856) en werd zwaar bekritiseerd door Florence Nightingale. Smith werd na de Krimoorlog door een onderzoekcommissie van blaam gezuiverd. Hij verliet in 1858 om gezondheidsredenen de militaire dienst en ontving diverse onderscheidingen. Ook werd hij opgenomen in de prestigieuze Orde van het Bad. Hij mocht zich daarna Sir Andrew Smith noemen.
Op voorspraak van Darwin werd hij in 1857 lid van de Britse academie voor wetenschappen.
- Bibliothèque nationale de France: cb119973080 (data)
- Gemeinsame Normdatei: 117634204
- International Standard Name Identifier: 0000 0000 8100 6105
- Library of Congress Control Number: nr90010813
- Nationale Bibliotheek van Israël: 987007293050605171
- Nederlandse Thesaurus van Auteursnamen: 070972419
- Istituto Centrale per il Catalogo Unico: TO0V530335
- LIBRIS: 285141
- SNAC: w6kd57rw
- Système universitaire de documentation: 085611662
- Virtual International Authority File: 22151719
- WorldCat: E39PBJt8hDtKypfTPQ6y9h3xXd